# ریکاردو آریاس (سیاستمدار)
ریکاردو آریاس (انگلیسی: Ricardo Arias; زاده ۵ آوریل ۱۹۱۲ – درگذشته ۱۵ مارس ۱۹۹۳) دیپلمات و سیاستمدار اهل پاناما بود. وی از ۲۹ مارس ۱۹۵۵ تا ۱ اکتبر ۱۹۵۶ رئیس‌جمهور پاناما بود.
ریکاردو آریاس در ۱۵ مارس ۱۹۹۳، در سن ۸۰ سالگی بر اثر سرطان درگذشت.